# Eterio Ortega Santillana
Eterio Ortega Santillana (Presencio, Burgos, 1962) és un director de cinema, realitzador i escultor espanyol.
És llicenciat en Belles arts per la Universitat del País Basc.Ha realitzat més de 40 documentals per a cinema i televisió.En 1998 inicia una fructífera col·laboració amb Elías Querejeta productor d'algunes de les seves pel·lícules més conegudes.

## Filmografia

### Cinema
- Asesinato en febrero (2001) on es relata l'assassinat a les mans d'ETA del portaveu i dirigent del Partit Socialista d'Euskadi, Fernando Buesa i del seu escorta Jorge Díez Elorza.[1]
- Perseguidos (2004) descriu la situació d'angoixa i por dels ciutadans que viuen en el País Basc sota l'amenaça del terrorisme.
- Noticias de una guerra, (2006). Narra els esdeveniments des de les eleccions del 1936 fins al final de la Civil Espanyola. Estrenada en Festival de Cinema de Sant Sebastià.[2]
- Entre olivos (2008) Obra que denuncia la desaparició de les oliveres mil·lenàries.[3]
- Las catedrales del vino, (2010) .Mostra la cultura i la passió pel vi entorn de dues denominacions d'origen : La Rioja i Jerez..
- Al final del túnel / Bakerantza (2011) llargmetratge entorn del final de la violència d'ETA que tanca la trilogia iniciada amb Asesinato en febrero i Perseguidos sobre el terrorisme al País Basc. Estrenada al Festival de Cinema de Sant Sebastià.[4][5]

### Documentals per televisió
- "El ser creativo" (2010) tres documentals: La ciencia, Política internacional y Hombre en els quals participen dos Premis Nobel i algunes de les figures més rellevants del pensament mundial.
- Bill Viola-Picasso i Museo Picasso Málaga, (2010)
- Talento de ida y vuelta (2010)
- PDRL de Huehuetenango (Guatemala) dos documentals : Productores y Alcaldes para el Proyecto de Desarrollo Rural de la Unión Europea en la zona (2009)
- Audiovisual Acto de clausura expo del agua Saragossa (2008)
- Oteiza 100 urte al centenari de l'escultor Jorge Oteiza (2008)
- La generación del 27 y el mar (2008)
- A canela y clavo (2008)
- El viaje de Jobaria (2007)
- Santiago Calatrava. Arquitecto e ingeniero (2006)
- Javier Egea i Luis García Montero (2006)
- Una lección de democracia (2004)
- Traineras (2002)
- Odisea del voluntariado (2002)
- Ciudadanos vascos (2001)
- Latido latino (2000)
- Tiempos mestizos (2000)
- A través de Euskadi (1999)
- Euskadi en clave de futuro (1998)
- Serie de Creadores vascos, (1996-1997) capítols sobre, Eduardo Chillida, Francisco Javier Sáenz de Oiza, Alberto Schommer, Carmelo Bernaola, Néstor Basterretxea, Elías Querejeta.
- El hombre del paraguas per l'associació Vicent Ferrer (1996)
- Burgos,Camino de Santiago (1991)
- La sal del salario (1991)
- En la pobreza no hay derecho (1989)